# プルワー

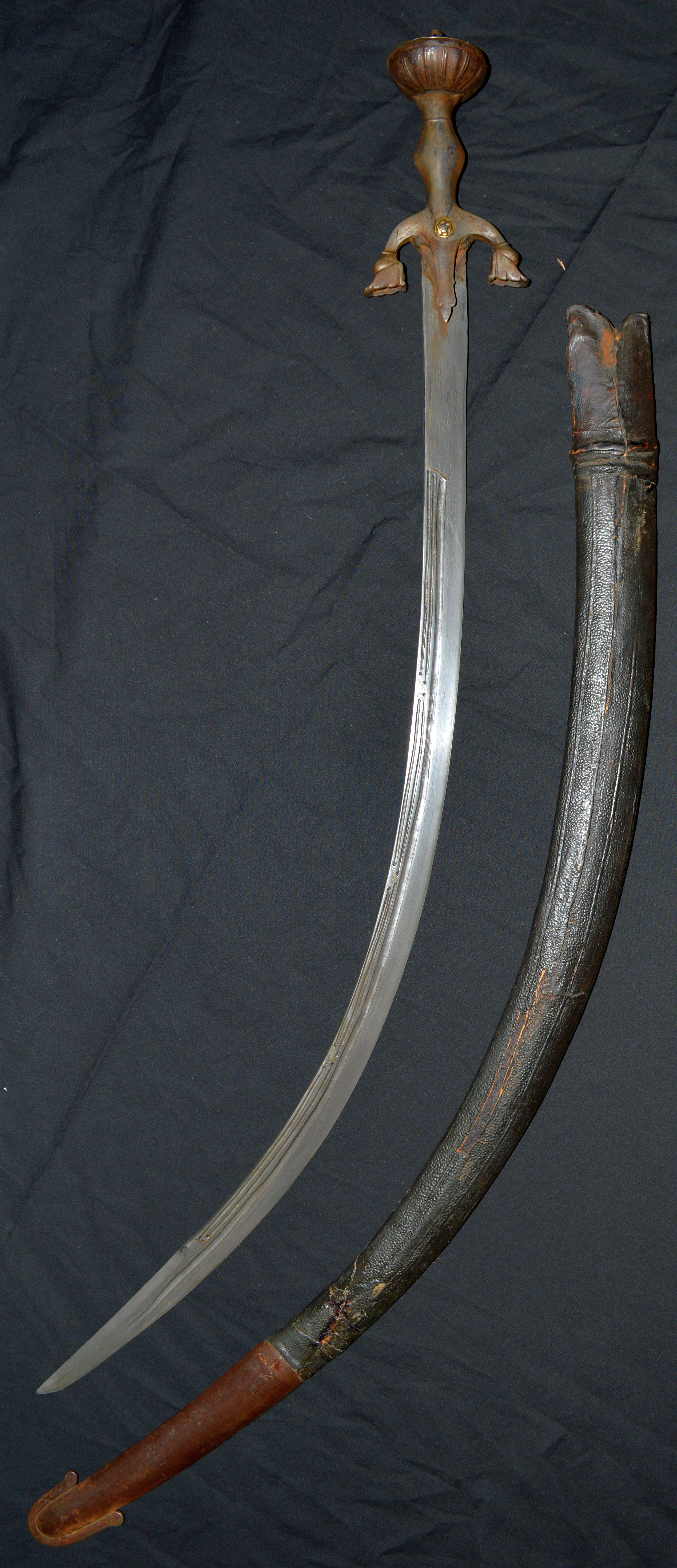
プルワ

プルワー（pulwar、pulouar）は、アフガニスタンやパキスタンの片刃の曲刀。パシュトゥーン人の伝統的な刀剣である。

## 特徴
近隣の土地の刀剣から多くの機能を取り入れたプルワーは「アフガニスタンのタルワール」とも紹介されている。既存のほとんどのプルワーは19世紀までにさかのぼる。プルワーの剣身はこれらタルワールより精巧に作られている。いくつかのプルワーの柄は典型的に堅牢なプルワーの剣身より切っ先が漸減し曲がった細身のペルシアの剣身にぴったりであった。柄はシャムシールやサイフの種類の直刃の切っ先に変化し小さく2つの十字鍔に特徴づけられている。柄の柄頭はカップ形に飾られている 。しばしば柄も剣身もまた主に男根の装飾を象徴したようなイメージ、デザイン、凝った碑文が刻まれている。

## その他
- フィランギ
- カンダ
- ハンジャル
- キリジ
- パタ
- サーベル
- サイフ
- シャムシール
- タルワール